# 金成龍 (軍人)
金 成龍（キム・ソンニョン、김성룡、1926年6月5日 - 2002年11月9日）は大韓民国空軍の軍人。韓国空軍最初の大将。陸軍少年飛行兵第15期生出身。
本貫は金寧金氏。慶尚北道迎日郡出身。

## 経歴
- 1944年4月 日本飛行学校卒業
- 1948年 陸軍航空隊入隊
- 1949年 空軍士官候補第4期、任少尉

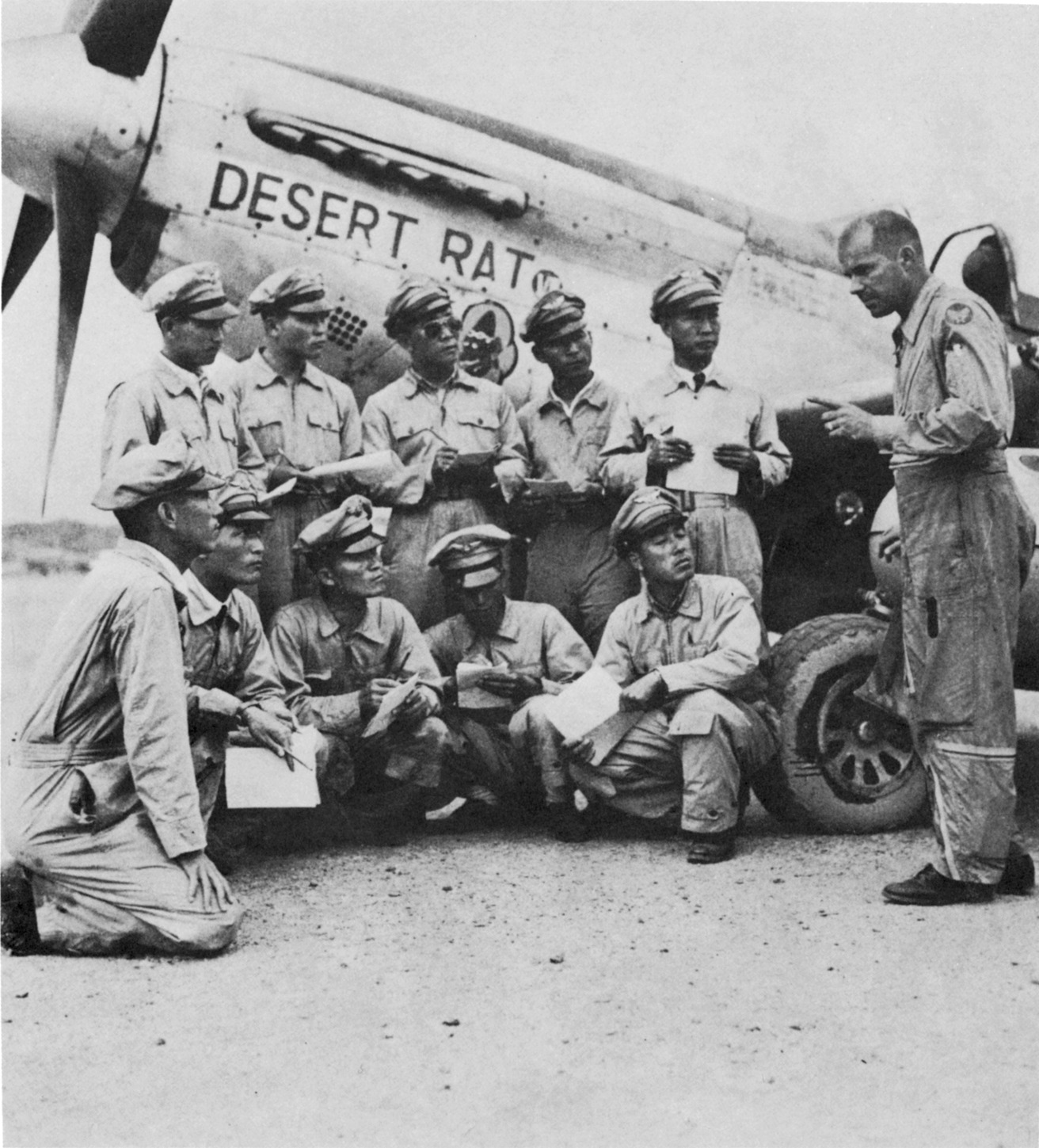
1950年6月27日、P-51を受領し米軍将校から説明を受ける韓国空軍要員
前列左から2人目が金成龍

- 1949年3月 陸軍航空司令部飛行部隊配属
- 1951年9月 第1戦闘飛行団第10戦闘飛行戦隊第12中隊長
- 1952年9月 第10戦闘飛行戦隊（江陵前進司令部）作戦課長
- 1954年9月 アメリカ空軍大学修了
- 1955年10月 第10戦闘飛行団第10戦闘飛行戦隊長
- 1958年6月 第10戦闘飛行団長
- 1960年8月 駐アメリカ大使館付空軍武官
- 1961年7月 空軍本部監察監
- 1961年8月 作戦司令部司令官
- 1963年9月 慶熙大学校卒業
- 1965年1月 空軍本部作戦参謀副長
- 1967年7月 空軍士官学校校長
- 1968年8月 空軍参謀総長、任中将
- 1969年1月 任大将
- 1970年 予備役編入
- 1988年 第13代国会議員（全国区、統一民主党）、統一民主党安保特別委員長・政務委員
- 嶺南化学株式会社社長
- ソウル大学校最高経営者課程修了[1]

## 賞勲
1951年の韓国戦争中に乙支武功勲章を受けたことを始め、金星忠武武功勲章（1953年）、国連従軍記章（1954年）、無星花郎武功勲章（1956年）、米空軍勲章（1961年）、中華民国領綬雲麾勲章（1967年）を受章した。

## 参考
- 佐々木春隆『朝鮮戦争/韓国篇 上巻 建軍と戦争の勃発前まで』原書房、1976年。
- “第10代参謀総長金成龍” (韓国語).   大韓民国空軍. 2015年12月23日閲覧。
- “金成龍” (韓国語).   大韓民国憲政会. 2023年8月14日閲覧。
- “金成龍” (韓国語).   国立大田顕忠院. 2015年12月23日閲覧。
- “［訃音］金成龍 前空軍参謀長死去” (朝鮮語). 韓国経済. (2002年11月10日) 2015年12月23日閲覧。

| 軍職        | 軍職                                                 | 軍職        |
| ----------- | ---------------------------------------------------- | ----------- |
| 先代 尹応烈 | 大韓民国空軍士官学校校長 第13代：1966.8.1 - 1967.8.1 | 次代 金斗万 |
| 先代 張志良 | 大韓民国空軍参謀総長 第10代：1968.8.1 - 1970.8.1     | 次代 金斗万 |